# اندیس آنومالی کوه چهار زمین
آنومالی کوه چهار زمین یک اندیس فلزی است که در حوالی شهر تویسرکان استان همدان قرار دارد و مادهٔ معدنی موجود در آن، طلا است.سنگ میزبان این اندیس گرانیت الوند است  